# Manuel Galadies y de Mas
Manuel Galadies y de Mas (Ripoll, 1807-Vic, 1884) fue un jurista, escritor e historiador español.

## Biografía
Nacido el 17 de junio de 1807 en la localidad gerundense de Ripoll, estudió Humanidades y Filosofía en el Seminario tridentino de Vic y Leyes en Cervera. Desde 1839 se dedicó al ejercicio de la abogacía y fue nombrado asesor del vicario general de Vic, sede vacante, y regentó varias veces los juzgados de primera instancia y el municipal de dicha ciudad.
También se dedicó a estudios históricos y literarios. En 1832 escribió varios artículos para el Diccionario geográfico universal, editado en Barcelona por A. Bergnes de las Casas, siendo notable el correspondiente a Vic. Galadies investigó en el entonces desordenado archivo municipal de Vic, y fruto de sus pesquisas fue la publicación de una obra en 1846 con el título Recuerdo histórico de la carretera de Barcelona á Vich, ó sea privilegio del Rey de Aragón D, Jaime I sobre esta línea de comunicación. En 1849 se publicó una segunda edición aumentada con el título El recuerdo histórico renovado, ó nuevo almacén de frutos literarios.
En el Círculo Literario de Vic leyó un trabajo sobre los restos humanos hallados en el Puig dels Ineus, junto a Vic, además de una reseña crítica de los escritos de Nicolás de Peñalver. A la Real Academia de Buenas Letras envió una Memoria sobre medallas halladas principalmente en los alrededores de Vich (sesión de 19 de mayo de 1853). Escribió un opúsculo sobre las monedas de diferentes épocas que han circulado en Cataluña y una Equivalencia de varias monedas antiguas de diversos paises y de distintos y remotos tiempos con los actuales. Estos trabajos quedaron inéditos. En el diario El Áncora de Barcelona, publicó un estudio sobre la torre de la catedral de Vic (1851). 
Fue socio correspondiente de la Real Academia de Buenas Letras de Barcelona y reunió una escogida y notable biblioteca de 5000 volúmenes y un monetario de no tanta importancia. Falleció el 4 de diciembre de 1884 en Vic.